# Зиам, Фарес
Фарес Зиам (англ. Farès Ziam; род. 21 марта 1997 год, Венисьё, Овернь — Рона — Альпы, Франция) — французский боец смешанных единоборств, который в настоящее время выступает в UFC в лёгкой весовой категории. Профессионал с 2014 года. Бывший чемпион Lyon FC и HIT в лёгком весе.

## Биография
Родившийся в франко-алжирской семье в 1997 году, он был поклонником смешанных боевых искусств (MMA) и бразильского джиу-джитсу. Это было семейное дело, в котором все были вовлечены в боевые виды спорта. Его отец, Тайеб, бывший профессиональный боксер, который закончил карьеру в боксе ещё в 2000-х годах. Его отчим занимался бразильским джиу-джитсу, а два его брата — Кикбоксингом. В 12 лет Зиам начал заниматься боевыми видами спорта. В 13 лет он начал заниматься бразильским джиу-джитсу, Кикбоксингом и ММА один или два раза в неделю, а начиная с 14 лет он начал осваивать дзюдо. Затем он присоединился к команде Ezbiri в Виллербане , чтобы профессионально заниматься ММА.

## Личная жизнь
У Зиама и его жены есть сын (родился в 2024 году).

## Титулы и достижения

### Ultimate Fighting Championship
- - «Выступление вечера» (один раз) против Мэтта Фревола

### HIT Fighting Championship
- - Чемпион HIT в лёгком весе (один раз; бывший)

### Lyon Fighting Championship
- - Чемпион LFC в лёгком весе (один раз; бывший)

### MMAjunkie.com
- - Нокаут месяца против Мэтта Фреволы (Сентябрь, 2024)

### Кикбоксинг
International Sport Kickboxing Association
- - Чемпион Европы ISKA K-1 в полусреднем весе (72,5 кг) (2015)

## Статистика в смешанных единоборствах
| Боёв 21  | Побед 17 | Поражений 4 |
| -------- | -------- | ----------- |
| Нокаутом | 6        | 0           |
| Сдачей   | 4        | 3           |
| Решением | 7        | 1           |

| Результат | Рекорд | Соперник          | Способ                     | Турнир                                      | Дата             | Раунд | Время | Место                      | Примечание                                                         |
| --------- | ------ | ----------------- | -------------------------- | ------------------------------------------- | ---------------- | ----- | ----- | -------------------------- | ------------------------------------------------------------------ |
| Победа из | 17–4   | Майк Девис        | Единогласное решение       | UFC Fight Night: Адесанья vs. Имавов        | 1 февраля 2025   | 3     | 5:00  | Эр-Рияд, Саудовская Аравия |                                                                    |
| Победа    | 16–4   | Мэтт Фревола      | KO (колено)                | UFC Fight Night: Мойкану vs. Сен-Дени       | 28 сентября 2024 | 3     | 2:59  | Париж, Франция             | «Выступление вечера» (1)                                           |
| Победа    | 15–4   | Клаудильо Пуэльес | Раздельное решение         | UFC Fight Night: Морено vs. Ройвал 2        | 24 февраля 2024  | 3     | 5:00  | Мехико, Мексика            |                                                                    |
| Победа    | 14–4   | Джай Герберт      | Единогласное решение       | UFC Fight Night: Аспиналл vs. Тыбура        | 22 июля 2023     | 3     | 5:00  | Лондон, Англия             |                                                                    |
| Победа    | 13–4   | Михал Фиглак      | Единогласное решение       | UFC Fight Night: Ган vs. Туиваса            | 3 сентября 2022  | 3     | 5:00  | Париж, Франция             |                                                                    |
| Поражение | 12–4   | Терренс Маккинни  | Сдача (удушение сзади)     | UFC Fight Night: Махачев vs. Грин           | 26 февраля 2022  | 1     | 2:11  | Лас-Вегас, Невада, США     |                                                                    |
| Победа    | 12–3   | Луиджи Вендрамини | Решение большинства        | UFC 263                                     | 12 июня 2021     | 3     | 5:00  | Глендейл, Аризона, США     |                                                                    |
| Победа    | 11–3   | Джейми Малларки   | Единогласное решение       | UFC Fight Night: Ортега vs. Корейский зомби | 18 октября 2020  | 3     | 5:00  | Абу-Даби, ОАЭ              |                                                                    |
| Поражение | 10–3   | Дон Мэдж          | Единогласное решение       | UFC 242                                     | 7 сентября 2019  | 3     | 5:00  | Абу-Даби, ОАЭ              |                                                                    |
| Победа    | 10–2   | Яссин Бельхадж    | Сдача (гильотина)          | European Beatdown 5                         | 2 февраля 2019   | 3     | 1:05  | Ла-Лувьер, Бельгия         |                                                                    |
| Победа    | 9–2    | Хулио Матос       | Единогласное решение       | European Beatdown 4                         | 13 октября 2018  | 3     | 5:00  | Монс, Бельгия              |                                                                    |
| Победа    | 8–2    | Абнер Лловерас    | KO (удар)                  | HIT-FC 5                                    | 10 марта 2018    | 2     | 0:24  | Цюрих, Швейцария           | Завоевал титул чемпиона HIT в лёгком весе                          |
| Победа    | 7–2    | Алексей Валивахин | TKO (удары)                | World Warriors FC 8                         | 27 сентября 2017 | 1     | 3:01  | Киев, Украина              |                                                                    |
| Победа    | 6–2    | Артем Таньшин     | TKO (удары локтями)        | Road to World Warriors FC 4                 | 29 апреля 2017   | 1     | 3:18  | Киев, Украина              |                                                                    |
| Поражение | 5–2    | У Хаотянь         | Сдача (удушение сзади)     | Kunlun Fight MMA 7                          | 15 декабря 2016  | 1     | 3:41  | Пекин, Китай               |                                                                    |
| Победа    | 5–1    | Дэмиен Лапилус    | KO (хэд-кик)               | Lyon FC 7                                   | 19 ноября 2016   | 1     | N/A   | Лион, Франция              | Дебют в лёгком весе. Завоевал титул чемпиона Lyon FC в лёгком весе |
| Поражение | 4–1    | Висхан Магомадов  | Сдача (удушение сзади)     | ACB 46                                      | 24 сентября 2016 | 1     | 3:58  | Ольштын, Польша            | Бой в промежуточном весе (159 lb)                                  |
| Победа    | 4–0    | Лаид Зерхуни      | Сдача (удушение сзади)     | Gladiator Fighting Arena 3                  | 5 марта 2016     | 3     | 2:32  | Ним, Франция               |                                                                    |
| Победа    | 3–0    | Жан Дютрио        | Сдача (ручной треугольник) | 100% Fight 27                               | 4 февраля 2016   | 1     | 1:50  | Париж, Франция             | Вернулся в полусредний вес                                         |
| Победа    | 2–0    | Доминик Йео       | TKO (удары)                | Westside Fighting Challenge 3               | 28 ноября 2015   | 2     | 4:58  | Дорнбирн, Австрия          | Дебют в среднем весе                                               |
| Победа    | 1–0    | Герра Матиас      | Сдача (армбар)             | Lyon FC 4                                   | 22 ноября 2014   | 1     | 4:12  | Лион, Франция              | Дебют в полусреднем весе                                           |